# 罗伯特·穆格
罗伯特·穆格（Robert Moog，1934年5月23日—2005年8月21日），美国电子工学者，电子音乐的先锋，電子合成器之父，成立了穆格音樂公司。

## 生平
1934年出生于纽约，父親是名工程師。他在皇后區法拉盛長大，1952年就讀於布朗克斯科学高中。小時候他就對特雷門琴很感興趣，1949年按著《电子世界》（Electronics World）雜誌的說明自己造了一台特雷門琴。
他曾在纽约市立皇后学院修读物理学，在哥伦比亚大学修读电子学，最後在康乃尔大学修读工程物理系并取得博士学位。
1963年，穆格为自己设计的合成器命名为Moog Modular，并且在次年音响工程师交流大会上向众人展示出了自己的发明，从此改变了键盘在音乐中的地位，对披头士等乐队产生了非常大的影响。
1970年，格莱美理事会授予穆格终身成就奖。2001年，罗伯特·穆格还获得被称为瑞典音乐诺贝尔奖的保拉音乐奖。
2005年4月底起，穆格就被确诊患有脑癌（胶质母细胞瘤），去世前一直在医院接受放射和化学治疗。同年8月21日下午2时，穆格因患癌症在美国北卡罗莱纳的家中去世，享年71岁。当时穆格的有些新发明产品仍处于开发阶段，原型和数字电路图仍留在桌面上。